# Devin Logan
Pour les articles homonymes, voir Logan.
Devin Logan, née le 17 février 1993 à West Dover, au Vermont, est une skieuse acrobatique américaine spécialiste du half-pipe et du slopestyle. Elle est vice-championne olympique du slopestyle en 2014.

## Palmarès

### Jeux olympiques
| Édition/Discipline  | Half-Pipe | Slopestyle |
| 2014 ( Sotchi)      | –         | Argent     |
| 2018 ( Pyeongchang) | 15e       | 10e        |

### Championnats du monde
| Édition/Discipline             | Half-Pipe | Slopestyle |
| Mondiaux 2011 ( Park City)     | 5e        | 5e         |
| Mondiaux 2017 ( Sierra Nevada) | Bronze    | 6e         |
| Mondiaux 2021 ( Aspen)         |           | –          |

### Coupe du monde
- 1 gros globe de cristal :
  - Vainqueur du classement général en 2016.
- 1 petit globe de cristal :
  - Vainqueur du classement half-pipe en 2014.
- Meilleur classement du slopestyle : 3e en 2012.
- 14 podiums 3 victoires.

#### Détails des victoires
| Édition / Épreuve | Half-pipe |
| 2013              | Cardrona  |
| 2014              | Cardrona  |
| 2016              | Cardrona  |

### Winter X Games
- 2011 :  Médaille de bronze de halfpipe à Tignes.
- 2012 :  Médaille d'argent du slopestyle à Aspen.
- 2012 :  Médaille d'argent de halfpipe à Tignes.
- 2017 :  Médaille de bronze de slopestyle à Hafjell.

### Championnats du monde juniors
Elle obtient un titre mondial chez les juniors en 2012 lors du slopestyle à Valmalenco.